# Basílica de Nossa Senhora do Perpétuo Socorro

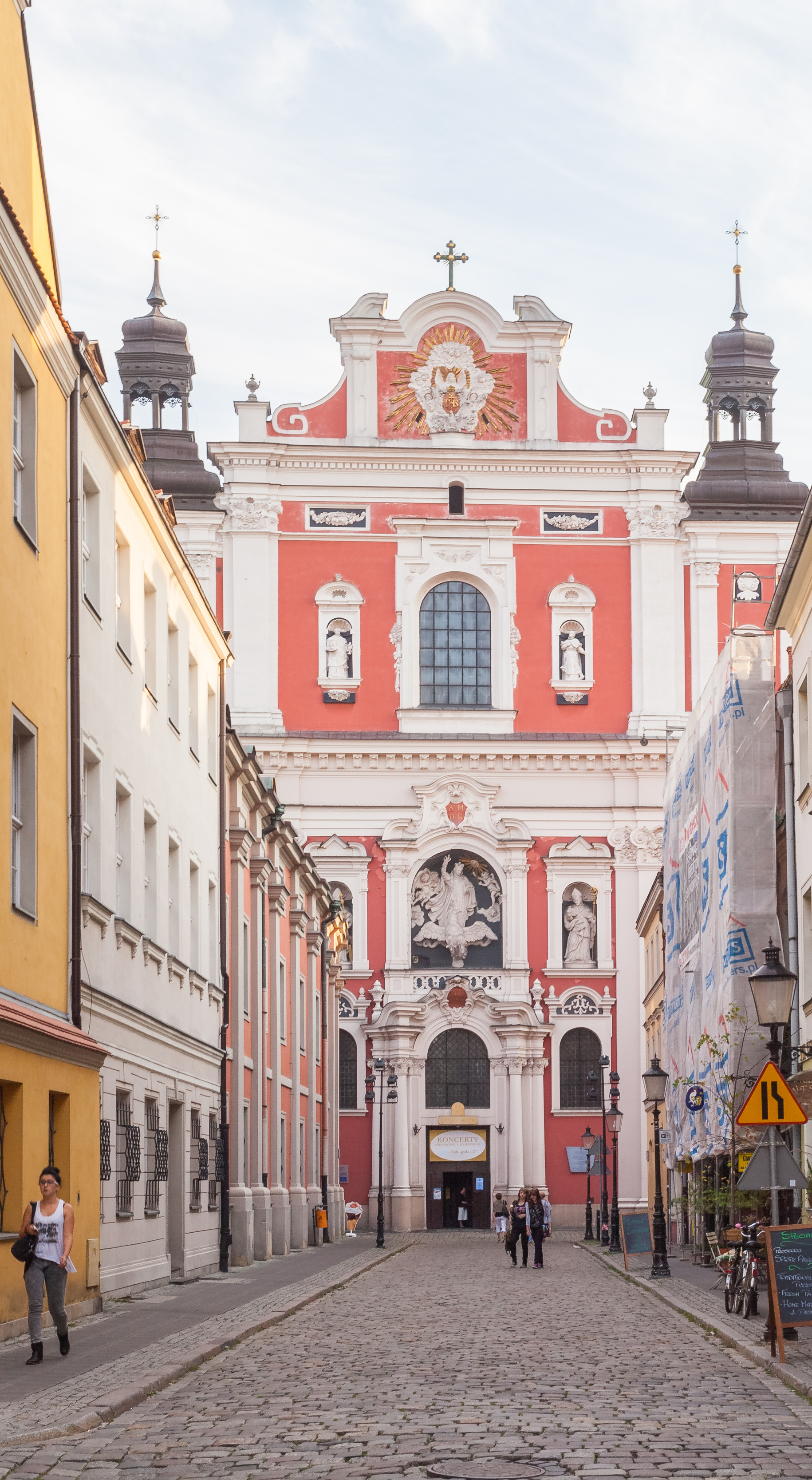
Portal na fachada principal de Pompeo Ferrari

A Basílica de Nossa Senhora do Perpétuo Socorro em Posnânia Fara (em polonês/polaco: Fara Poznańska), também conhecida informalmente como Poznan Fara, é uma basílica menor católica localizada no distrito de Posnânia, na Polônia. O famoso santuário é dedicado à Bem-Aventurada Virgem Maria e é um dos marcos históricos mais conhecidos da cidade, o templo cristão mais importante ao lado da Catedral de Poznânia e o melhor exemplo de arquitetura barroca preservada no país.
O seu nome completo é Basílica de Nossa Senhora do Perpétuo Socorro, Santa Maria Madalena e Santa Estanislau de Szczepanów. Atualmente faz parte da Arquidiocese da Igreja Latina de Posnânia .
Construída entre 1651 e 1701, a estrutura foi projetada por mestres poloneses e italianos no estilo barroco, que também incorporaram aspetos arquitetónicos romanos, como as monumentais colunas coríntias no interior. No século XVIII, o artesão Pompeo Ferrari projetou o altar-mor de 17 metros de altura e a entrada principal com vista para o centro histórico da cidade. Em 1876, um órgão construído por Friedrich Ladegast foi instalado dentro da Igreja. A Fara, como a maior parte da cidade, sobreviveu da destruição durante a Segunda Guerra Mundial .
O Papa Bento XVI elevou o santuário ao estatuto de Basílica Menor por decreto em 17 de junho de 2010.

## Galeria

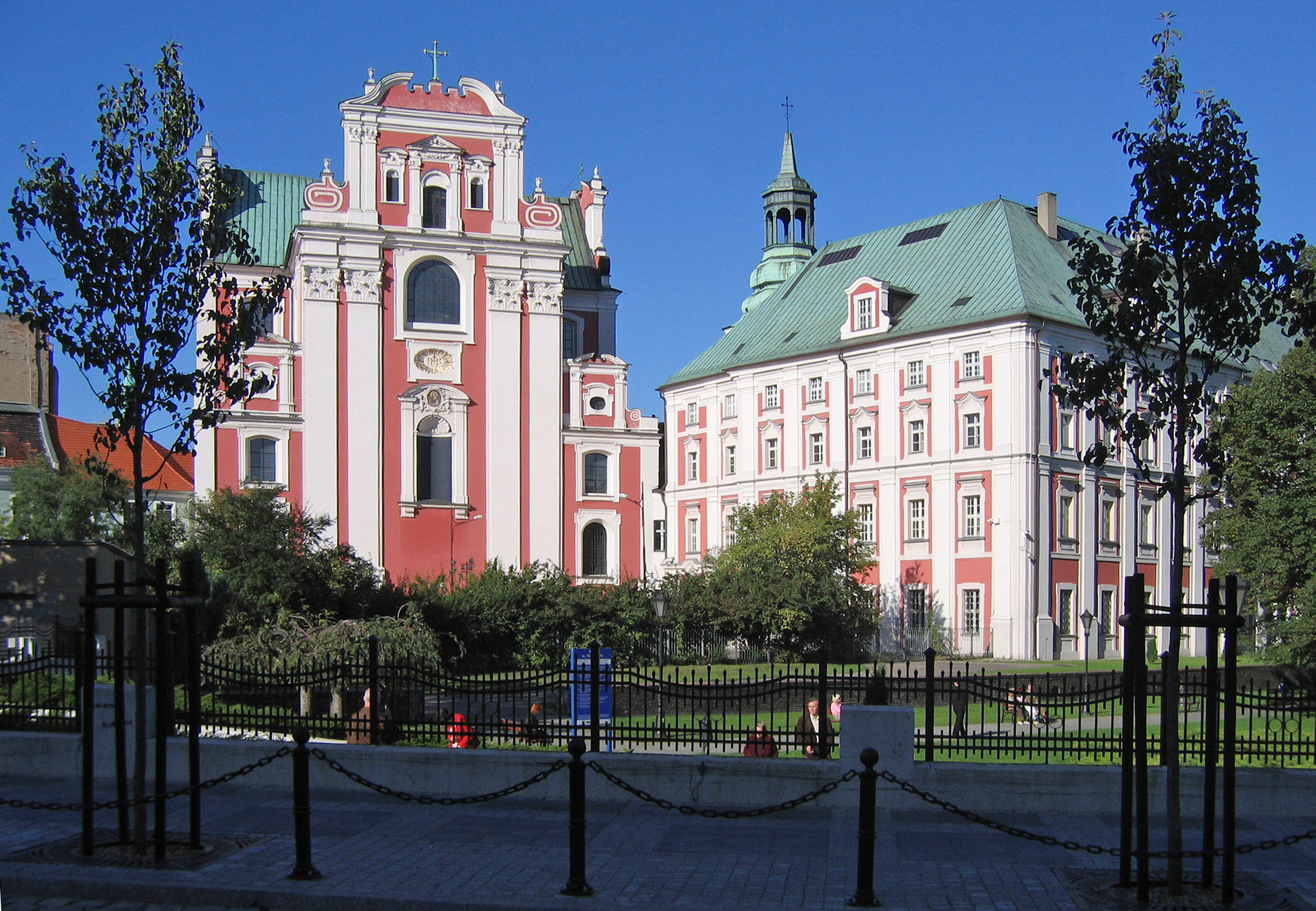
O Fara visto do lado norte (traseiro)
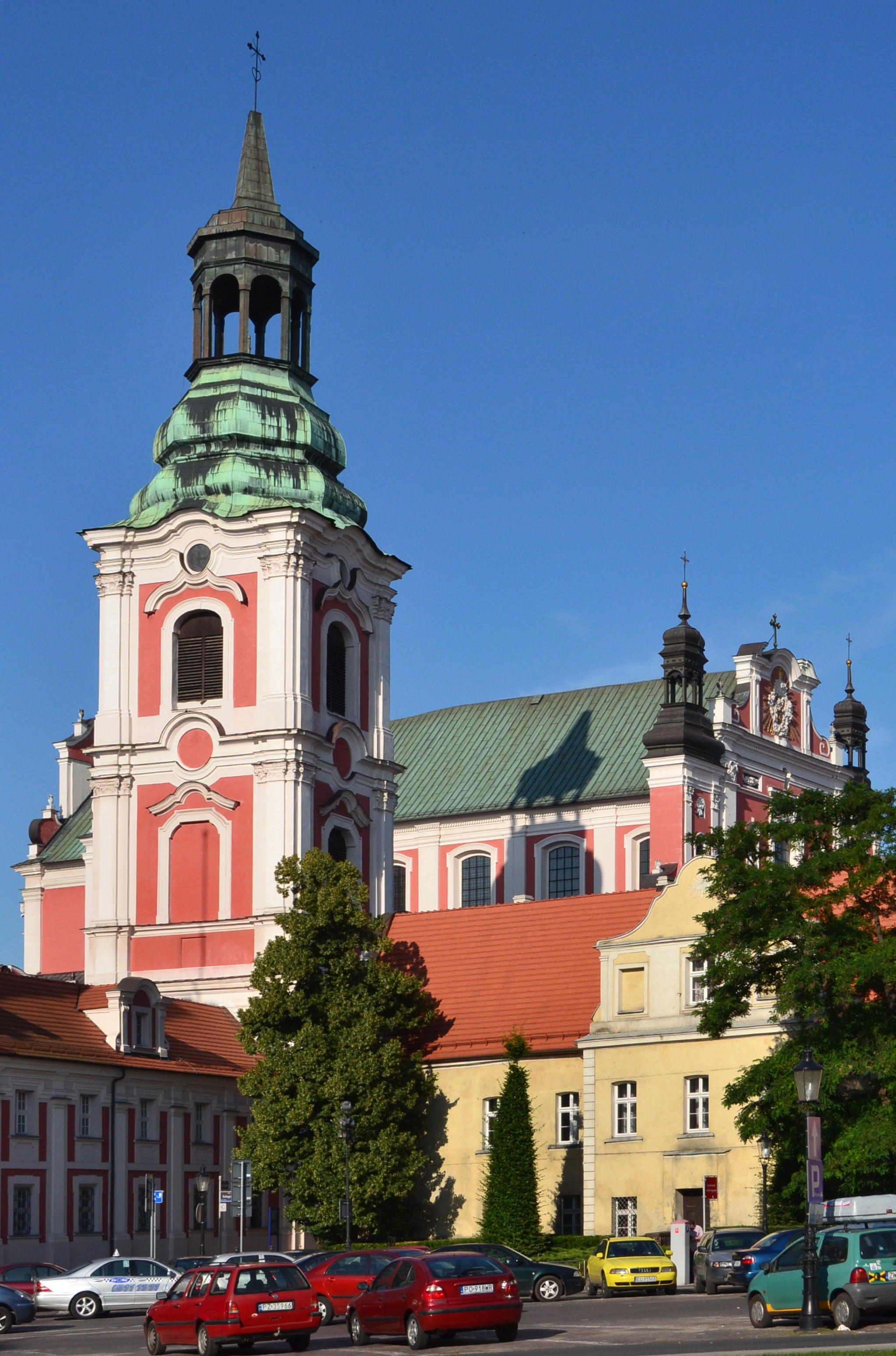
Torre principal perto da faculdade
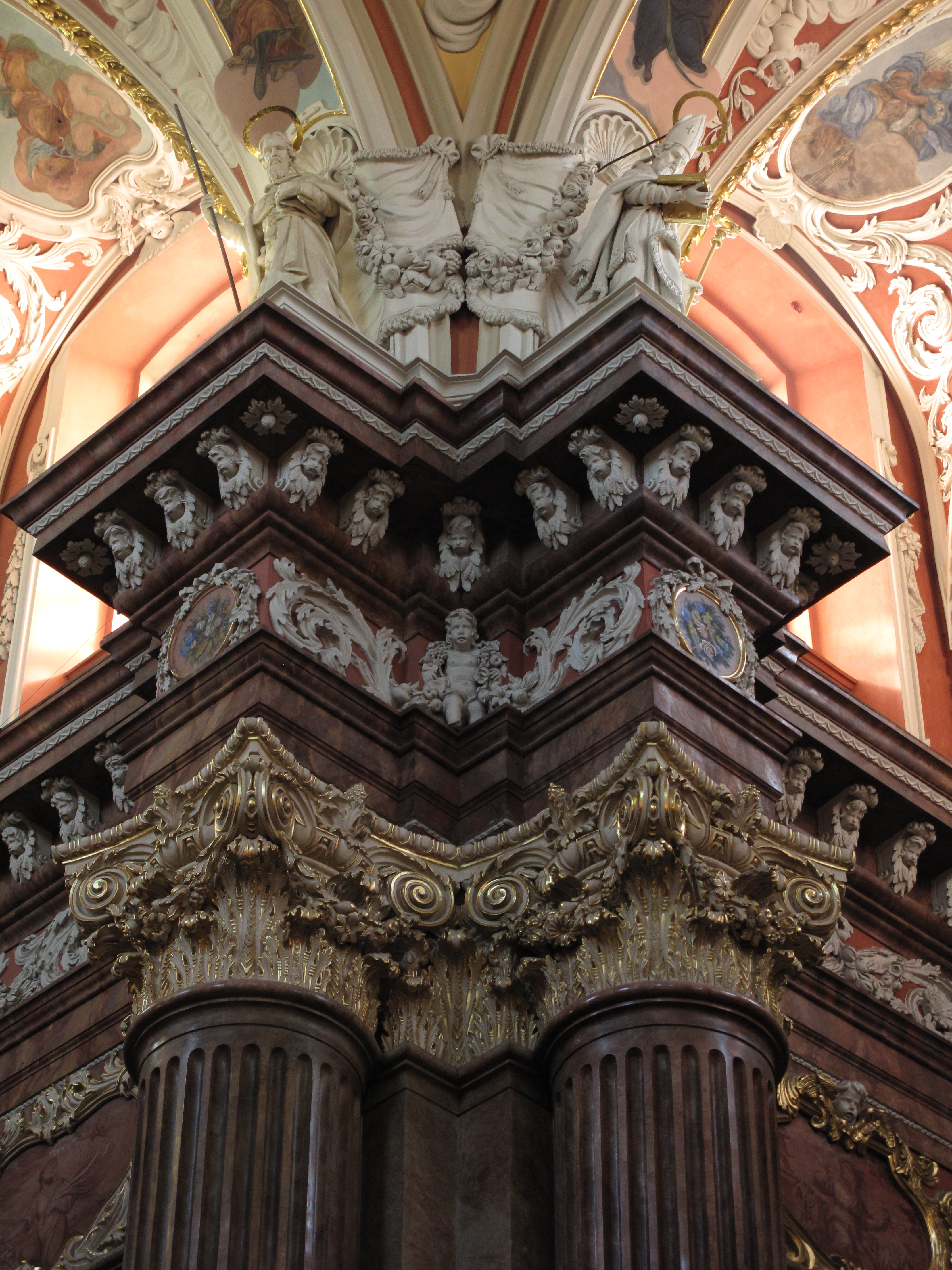
Colunas coríntias e pilares de sustentação
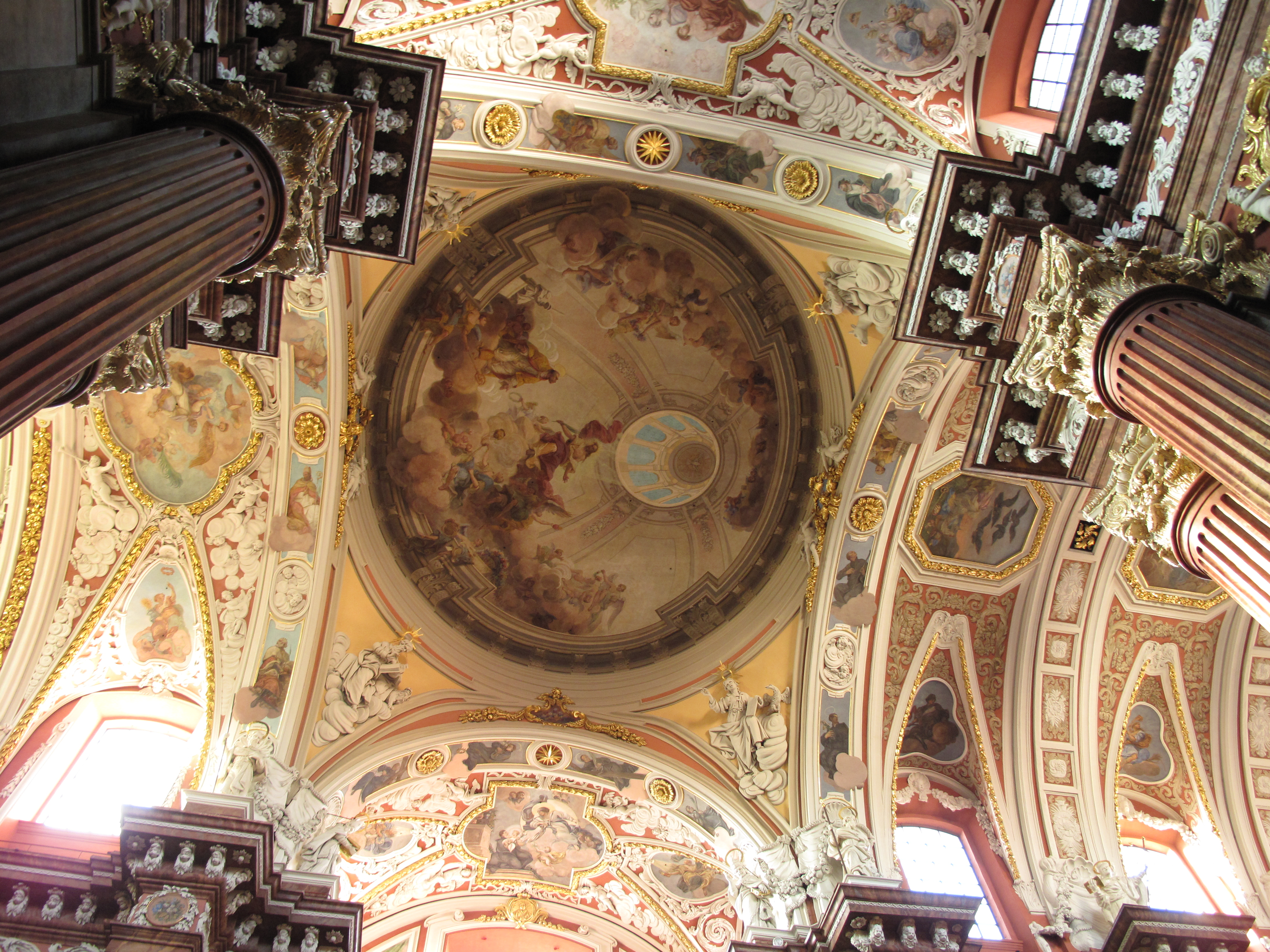
Afresco de cópula
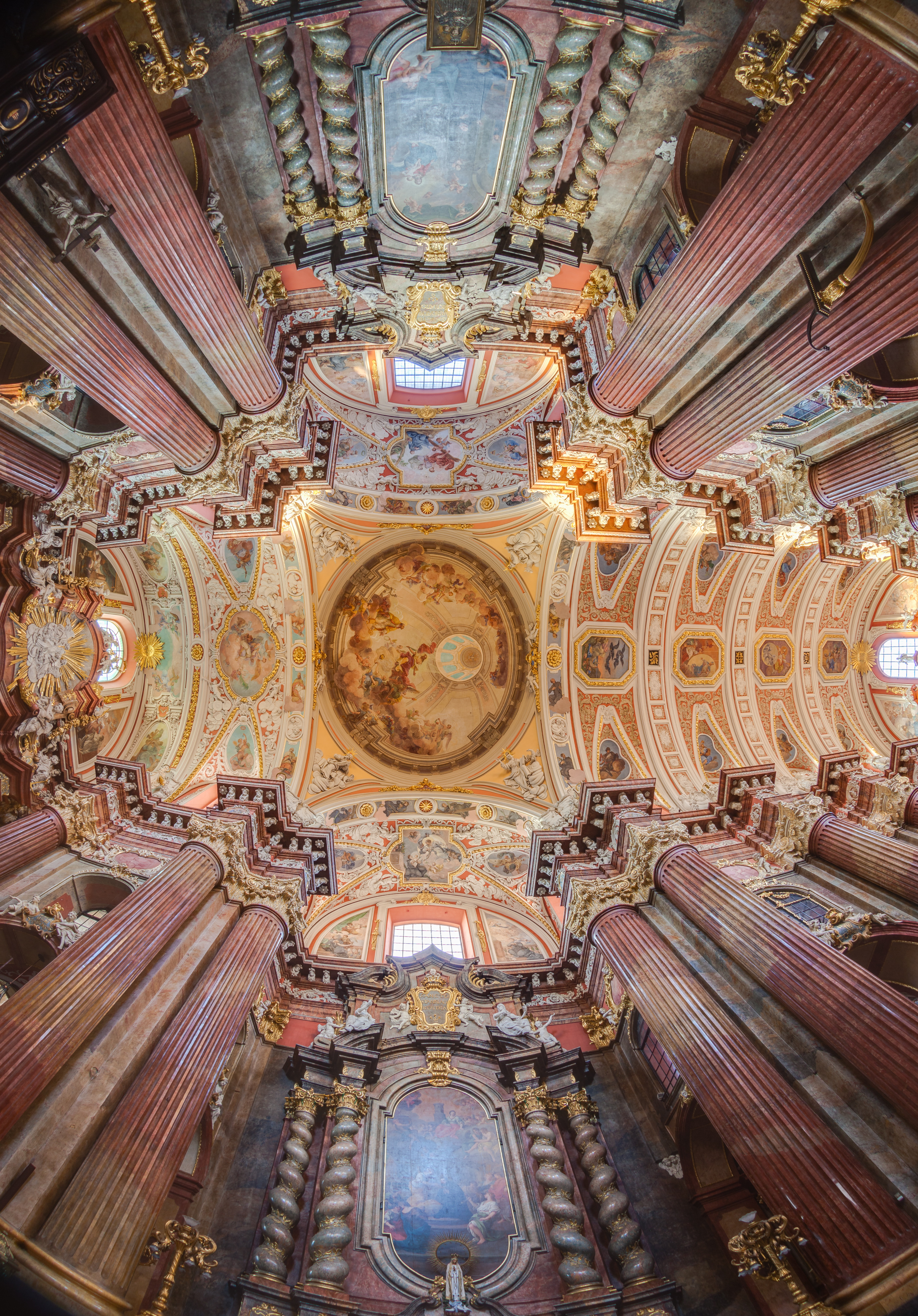
Interior da igreja.